# 르신
르신은 아람의 왕이다. 그는 이스라엘의 왕 베가와 함께 유다 왕국을 괴롭혔다.

## 생애
구약성경에 따르면, 유다 왕 아하스가 통치할 때, 아람의 왕 르신과 이스라엘의 왕 베가가 예루살렘에 올라와서 싸우려고 포위했으나 이기지 못하자 르신이 엘랏을 정복하여 아람에 돌리고 유다 사람을 엘랏에서 쫓아내었다.
아하스가 앗수르 왕 디글랏 빌레셀에게 사자를 보내 구원요청을하며, 금은보화를 보냈다. 이에 앗수르 왕이 그 청을 듣고와서 다메섹을 쳐서 점령하여 그 백성을 사로잡아 기르로 옮기고, 르신을 죽였다.

## 같이 보기
- 아람
- 베가
- 아하스
- 티글라트-필레세르 3세